# Parigi-Roubaix 1937
La Parigi-Roubaix 1937, trentottesima edizione della corsa, si svolse il 28 marzo 1937 su un percorso di 255 km con partenza da Argenteuil e arrivo a Roubaix. Organizzata da L'Auto, fu vinta dall'italiano Jules Rossi, giunto al traguardo con il tempo di 7h17'57" alla media di 34,593 km/h, davanti ai belgi Albert Hendrickx e Noël Declercq. Conclusero la prova 50 dei 159 ciclisti al via.

## Squadre e corridori partecipanti
Si iscrissero alla prova 182 ciclisti, in rappresentanza di 19 squadre di marca o come ciclisti iscritti a titolo individuale. Di questi, presero il via in 159, mentre 23 non punzonarono. Come favoriti principali per la vittoria venivano indicati Roger Lapébie, René Le Grevès e Hubert Deltour.
| N.         | Cod. | Squadra                     |
| ---------- | ---- | --------------------------- |
| 1, 116-125 | -    | Alcyon-Dunlop               |
| 2-11       | -    | Mercier-Hutchinson          |
| 12-17      | -    | A. Leducq-Hutchinson        |
| 18-26      | -    | F. Pélissier-Hutchinson     |
| 27-30      | -    | C. Pélissier-Hutchinson     |
| 32-45      | -    | Dilecta-Wolber              |
| 46-49      | -    | J.B. Louvet-Wolber          |
| 52-57      | -    | De Dion-Bouton-Wolber       |
| 58-73      | -    | France Sport-Wolber         |
| 74-97, 101 | -    | Helyett-Hutchinson/Splendor |

| N.           | Cod. | Squadra                     |
| ------------ | ---- | --------------------------- |
| 98-99        | -    | Essor-Hutchinson            |
| 102-115      | -    | Génial Lucifer-Hutchinson   |
| 126-129      | -    | La Française-Diamant-Dunlop |
| 130-133      | -    | Thomann-Dunlop              |
| 134-137      | -    | Armor-Dunlop                |
| 138-139      | -    | Labor-Dunlop                |
| 140-151      | -    | Colin-Wolber                |
| 152-158      | -    | La Perle-Hutchinson         |
| 159-163, 180 | -    | Birma-Hutchinson            |
| 168-178, 182 | -    | Individuali                 |

## Ordine d'arrivo (Top 10)
| Pos. | Corridore        | Squadra     | Tempo    |
| ---- | ---------------- | ----------- | -------- |
| 1    | Jules Rossi      | Thomann     | 7h17'57" |
| 2    | Albert Hendrickx | Labor       | s.t.     |
| 3    | Noël Declercq    | Individuali | s.t.     |
| 4    | Emiel Vandepitte | Dilecta     | s.t.     |
| 5    | Aimé Lievens     | Dilecta     | s.t.     |
| 6    | Gustave Danneels | Alcyon      | a 1'03"  |
| 7    | Edgard De Caluwé | Dilecta     | s.t.     |
| 8    | Frans Bonduel    | Dilecta     | s.t.     |
| 9    | Severin Vergili  | Thomann     | s.t.     |
| 10   | Georges Speicher | Alcyon      | s.t.     |